# Konstytucja Jordanii
Artykuł ten został zgłoszony do umieszczenia na stronie głównej w rubryce „Czy wiesz”.
Pomóż nam go sprawdzić: oceń zgłoszoną nominację.
Konstytucja Jordanii – najwyższy akt prawny Haszymidzkiego Królestwa Jordanii. Została przyjęta 1 stycznia 1952.

## Historia
Plan wprowadzenia konstytucji został wysunięty w 1923 roku, a w 1928 przyjęto pierwszą ustawę zasadniczą. 1 lutego 1947 przyjęto nową konstytucję, która ustanowiła dwuizbowy parlament, nie spotkała się z powszechnym zadowoleniem gdyż nie zapewniała wystarczającej odpowiedzialności rządu wobec parlamentu i nadawała królowi nieograniczoną władzę w kwestii traktatów międzynarodowych. Aktualna konstytucja została przyjęta w następstwie wyborów parlamentarnych z 1950. Od tamtego momentu była wielokrotnie modyfikowana np. w 2011 i 2016, ostatnia zmiana miała miejsce w 2022 przez Senat.

## Ustrój
Zakłada istnienie systemu parlamentarnego, trójpodziału władzy w ramach monarchii konstytucyjnej. Głową państwa jest król posiadający liczne prerogatywy. Jest nienaruszalny prawnie i posiada immunitet od odpowiedzialności. Jest naczelnym dowódcą sił zbrojnych, może wypowiadać lub kończyć działania wojenne. Mianuje premiera, ministrów (może także ich odwołać), senatorów i spikera senatu. Król ma prawo udzielić ułaskawienia, jednakże jego zdanie musi zostać określone w specjalnej ustawie. Wydaje też zgodę na wykonanie kary śmierci.
Władza ustawodawcza spoczywa w rękach parlamentu i króla. Parlament złożony jest z Senatu i Izby Reprezentantów. Senat wybierany jest na czteroletnią kadencję, a jego spiker na dwuletnią. Członkowie Izby reprezentantów wybierani są również na cztery lata, a spiker na rok.